# Pterolophia tenebrica
Pterolophia tenebrica là một loài bọ cánh cứng trong họ Cerambycidae.